# Splintret emaille
|  | Denne artikel er oprettet af botten PalnaBot ud fra en ekstern database. Den kan derfor have sproglige fejl eller mangler. Denne skabelon kan fjernes efter kontrol af indholdet. |

Splintret emaille er en film instrueret af Johan Jacobsen efter manuskript af Finn Methling.

## Handling
På vej til skole knuser den 12-årige Asger et fint, nyt vejskilt. Hans lærer har set det og kalder ved timens begyndelse drengen op til katederet. Læreren forklarer børnene, hvorfor de ikke må ødelægge de nye vejskilte. Asger drømmer sig ned til kæret, hvor hans lille skib glider ud i vandet. Læreren ser, at drengen smiler, og giver ham en lussing. På vej fra skole knuser Asger endnu et skilt. Filmen indledes af professor dr. med. Hjalmar Helweg, der peger på, hvor stor afstanden kan være mellem barnets og den voksnes verden.